# علی بن عبدالعزیز جروی
علی بن عبدالعزیز جروی شخصی بود که در دوران خلافت مأمون بر سرزمین‌های اسلامی، در مصر، بر مصر سفلی و حوزهٔ شرقی تسلط داشت و نزاع همیشگی وی با محمد بن سری، موجب حملهٔ اقوامی از اندلس به مصر و آشفتگی اوضاع آن ناحیه شده‌بود. عبدالله بن طاهر به دستور مأمون، عازم مصر شد تا آرامش را به این ناحیه بازگرداند. شهرت فتوحات عبدالله موجب شد که پس از ورود وی و لشکریانش به مصر، علی بن عبدالعزیز جروی در طی ملاقاتی با وی در جنوب مصر، اطاعت همیشگی خود و پدرش از خلیفه را اعلام نماید.